# Linus Geisler
Linus Sebastian Geisler (* 7. Oktober 1934 in Vyškovce; † 15. Juni 2023 in Gladbeck) war ein deutscher Arzt und Wissenschaftler. Er war Sachverständiger von zwei Enquête-Kommissionen des Deutschen Bundestages und ist Autor zahlreicher Publikationen.

## Leben
Von 1954 bis 1958 studierte Geisler Humanmedizin an den Universitäten Heidelberg sowie Graz und Wien. 1959 wurde er zum Dr. med. promoviert. Es folgten die Weiterbildung zum Facharzt für Innere Medizin und 1969 die Habilitation an der Universität Heidelberg. Von 1970 bis 1973 hatte er eine Professur an der Medizinischen Fakultät der Universität Gießen inne. Von 1973 bis 1976 war er Mitglied des Wissenschaftlichen Rates und Professor an der Universität Bonn. 1976 bis 1999 war Geisler Chefarzt der Inneren Abteilung am St. Barbara-Hospital in Gladbeck.
Geisler war von 2000 bis 2002 Sachverständiger der Enquête-Kommission Recht und Ethik der modernen Medizin und von 2003 bis 2005 der Enquête-Kommission Ethik und Recht der modernen Medizin des Deutschen Bundestages. Ferner war er stellvertretendes Mitglied der Ethikkommission der Ärztekammer Nordrhein.
Die Forschungsgebiete Geislers waren die Innere Medizin, bioethische Zeitfragen und die Arzt-Patienten-Kommunikation.
Geisler wurde 2005 die „Goldene Eule“ der Sokratischen Gesellschaft verliehen.

## Schriften (Auswahl)
- Innere Medizin. Lehrbuch für Pflegeberufe. 19., vollst. überarb. und erw. Aufl. Kohlhammer, Stuttgart 2006, ISBN 3-17-018768-6 (1. Aufl.: Kohlhammer, 1969).
- Zwischen Tun und Lassen. Ein Panorama bioethischer Streitfragen. Mabuse-Verlag, Frankfurt am Main 2008, ISBN 978-3-938304-59-4.[4]
- Arzt und Patient – Begegnung im Gespräch. Wirklichkeit und Wege. 5., aktualisierte Aufl. Pmi-Verlag, Frankfurt am Main 2008, ISBN 978-3-89786-076-6 (1. Aufl.: Pharma-Verlag, 1987).
- Lexikon Medizin. 4. Auflage. Lexikon-Redaktion Urban & Schwarzenberg, Sonderausgabe. Naumann & Göbel Verlagsgesellschaft, Köln ohne Jahr [2005], ISBN 3-625-10768-6.